# Mujeres infieles 2
Mujeres infieles 2 es una película dramática mexicana de 2003 dirigida por Adolfo Martínez Solares y protagonizada por Ninel Conde, Alejandro Camacho, Luis Felipe Tovar, Gabriela Olmedo, Fernanda Reto y Juan Claudio Retes.

## Sinopsis
La película está dividida en tres historias diferentes. En la primera, la esposa de un importante actor le confiesa que simplemente se casó con él para aprovechar su fama y escalar profesionalmente. En la segunda, un médico se enamora de su paciente mientras ella se encuentra en coma. La tercera relata la historia de Raúl, quien no puede frenar su deseo de vestirse como mujer a pesar de tener una pareja femenina.

## Reparto
- Ninel Conde es Vanessa
- Fernanda Reto es Verónica
- Alejandro Camacho es Jorge
- Gabriela Olmedo es Adriana
- Luis Felipe Tovar es Ignacio
- Juan Claudio Retes es Raúl